# Schillingstrasse (Berlins tunnelbana)
Schillingstrasse är en tunnelbanestation i Berlin som öppnades 1930. I närheten ligger legendariska Kino International.
Stationen tillkom tillsammans med ytterligare tio när tunnelbanan byggdes från Alexanderplatz och vidare österut under Frankfurter Allee. Arkitekt var Alfred Grenander. 

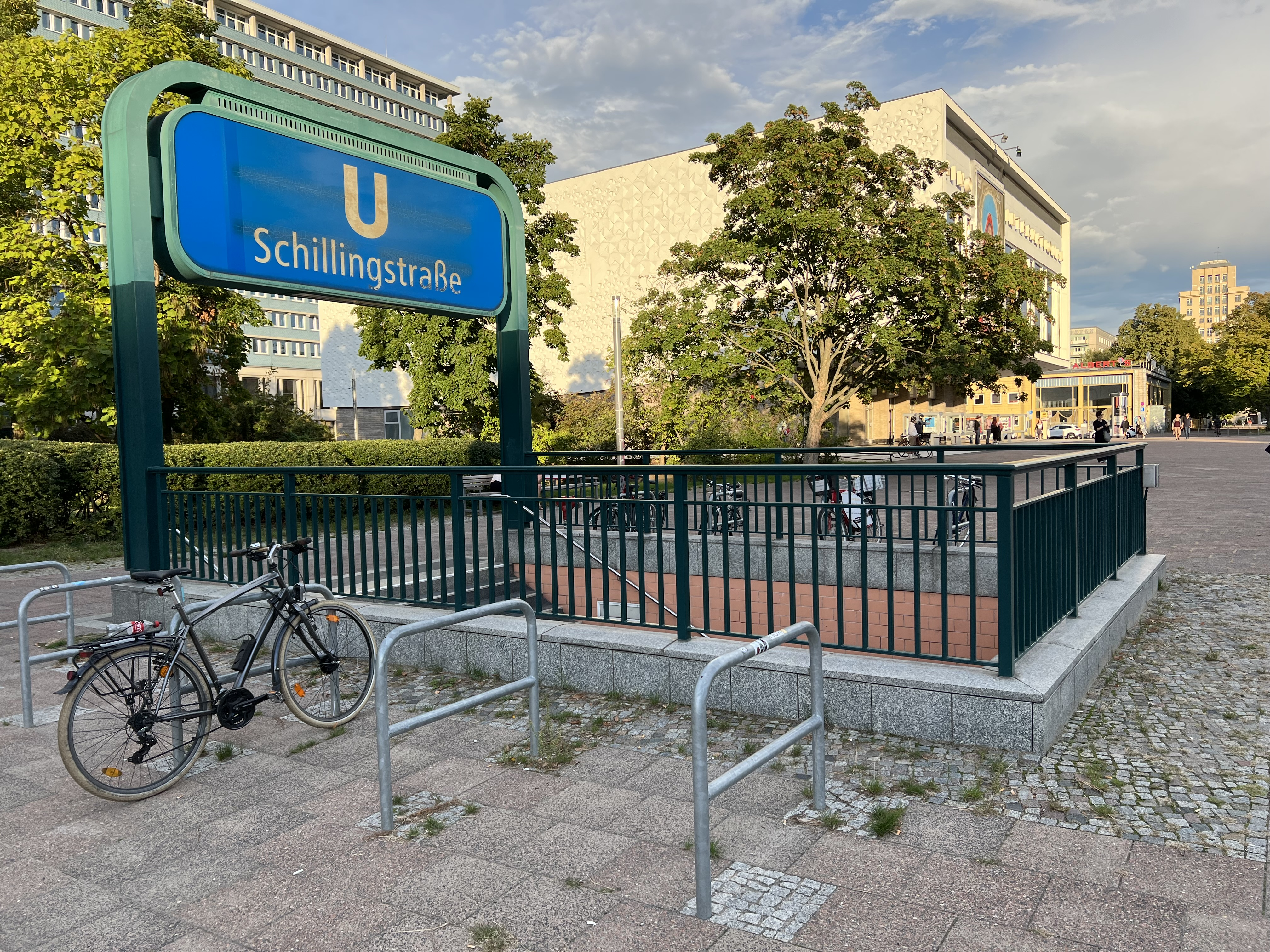
Entré vid Kino International.
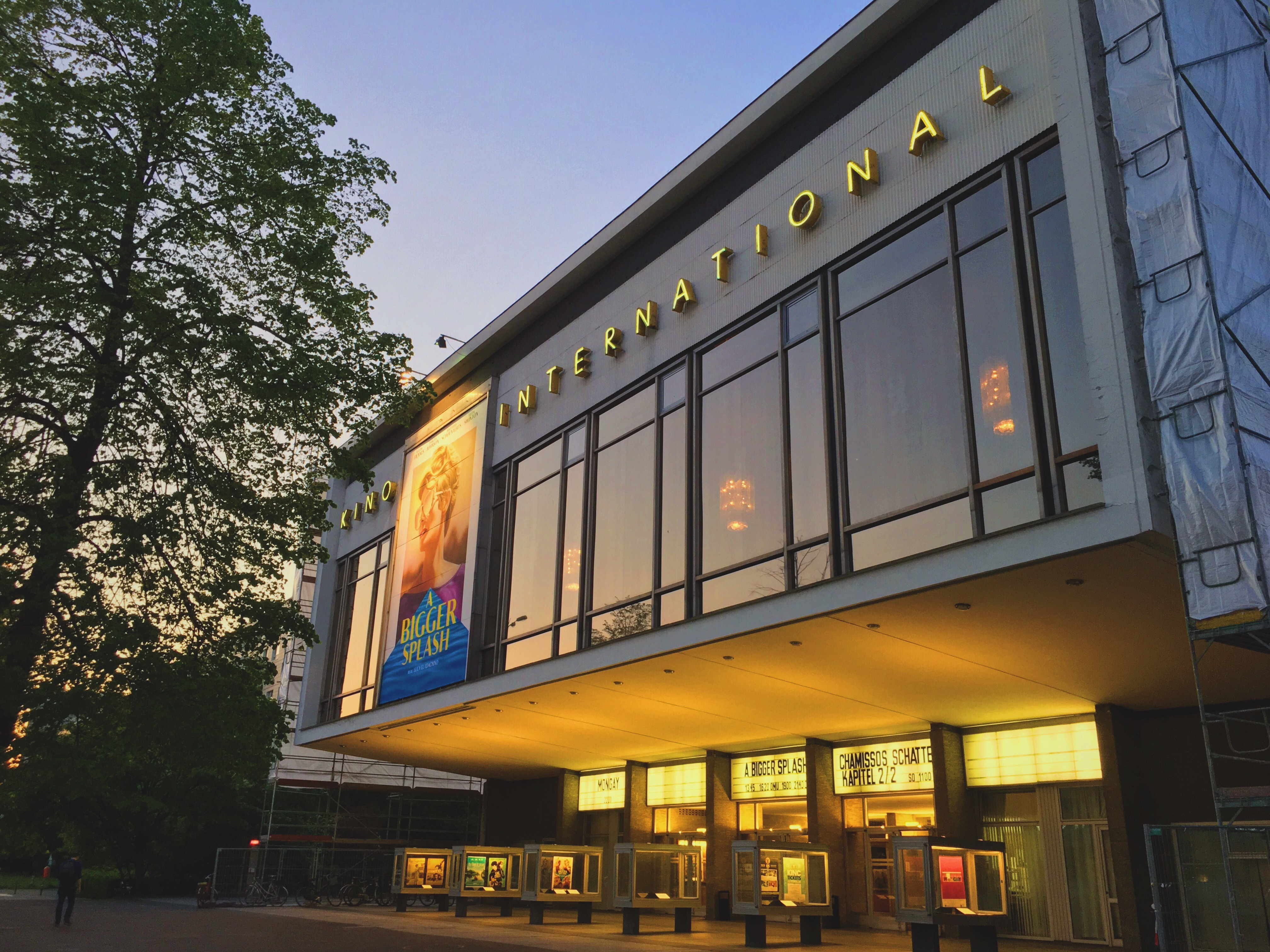
Kino International
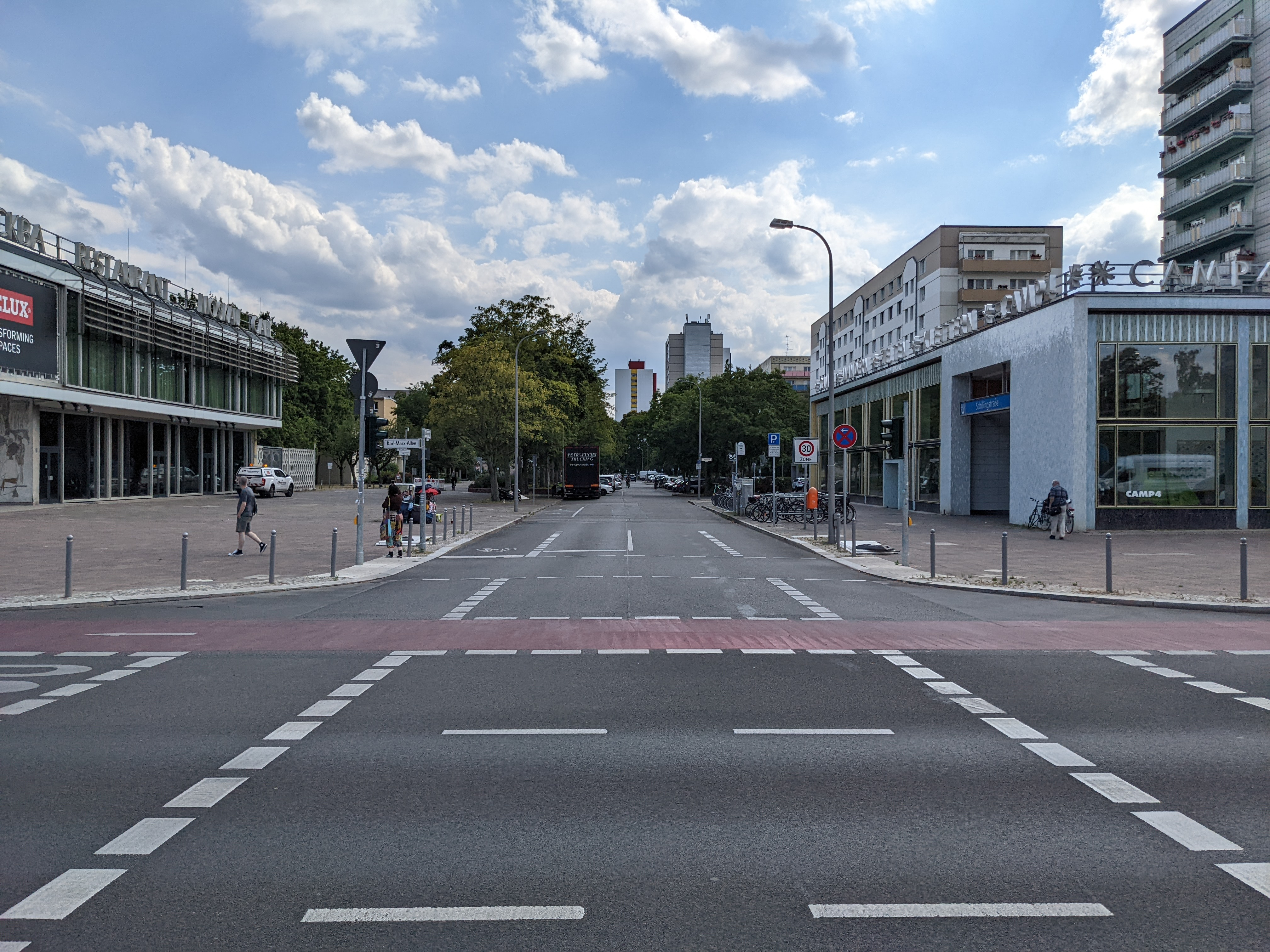
Schillingstrasse